# Clerodendrum
Клеродендрум (Clerodendrum) — листопадні чагарники або маленькі дерева, іноді ліани; рід рослин підродини горлянкові (Ajugoideae) родини Ясноткові, чи Глухокропивові (Lamiaceae).
Раніше деякими авторами рід включався в родину Вербенові (Verbenaceae).
За інформацією бази даних The Plant List, рід включає 308 видів.
Види цього роду виростають переважно в тропічних і субтропічних областях. Природний ареал: Африка, Азія (Індія, Індокитай, Китай, Корея, Японія, Філіппіни), Америка, Австралія.
Рослина теплолюбива. Більшість видів зосереджена в тропіках і субтропіках. Лише кілька видів зустрічається на території з помірним кліматом.